# Ajibade Babalade
Ajibade Kunde Babalade (ur. 29 marca 1972 w Ado Ekiti – zm. 4 września 2020 w Ibadanie) – nigeryjski piłkarz grający na pozycji obrońcy. W swojej karierze rozegrał 14 meczów w reprezentacji Nigerii.

## Kariera klubowa
Swoją piłkarską karierę Babalade rozpoczął w klubie Stationery Stores FC, w barwach którego zadebiutował w 1990 roku w nigeryjskiej ekstraklasie. W 1991 roku odszedł do Iwuanyanwu Nationale, a w 1992 do Shooting Stars FC, z którym został wicemistrzem Nigerii w sezonie 1992. W 1994 roku grał w iworyjskim Africa Sports National, a w 1995 wrócił do Shooting Stars. W sezonie 1995 sięgnął z nim po dublet - mistrzostwo i Puchar Nigerii.
W 1998 roku Babalade wyjechał do Korei Południowej i został piłkarzem klubu Anyang LG Cheetahs. W sezonie 1998 zdobył z nim Puchar Korei Południowej. Następnie przeszedł do Sturmu Graz i 23 września 1998 zadebiutował w nim w zwycięskim 5:2 domowym meczu z SK Vorwärts Steyr. W sezonie 1998/1999 został ze Sturmem mistrzem Austrii i zdobył Puchar Austrii.
W 2001 roku Babalade wrócił do Nigerii, do Shooting Stars. Z kolei w latach 2004-2005 grał w indyjskim Mohun Bagan AC, w którym zakończył karierę.

## Kariera reprezentacyjna
W reprezentacji Nigerii Babalade zadebiutował 1 września 1990 roku w przegranym 0:1 meczu kwalifikacji do Pucharu Narodów Afryki 1990 z Ghaną, rozegranym w Kumasi. W 1992 roku został powołany do kadry na Puchar Narodów Afryki 1992. Na tym turnieju wystąpił w trzech  meczach: grupowych z Senegalem (2:1) i z Kenią (2:1) oraz w półfinale z Ghaną (1:2). Z Nigerią zajął 3. miejsce w tym turnieju. Od 1990 do 1998 rozegrał w kadrze narodowej 14 meczów.